# David Legrand
Pour les articles homonymes, voir Legrand.
David Legrand, né le 24 février 1972 à Boulogne-sur-Mer, est un lutteur français, disputant les compétitions de lutte libre.
Il participe aux Jeux olympiques d'été de 1996 à Atlanta dans la catégorie des moins de 52 kg et termine à la douzième place. Il est aussi médaillé d'argent aux Jeux méditerranéens de 1997 à Bari.
Il est l'époux de la lutteuse Lise Legrand.